# Michael D. Lockshin
Michael D. Lockshin é um professor estadunidense e pesquisador médico. Ele é conhecido por seu trabalho como pesquisador de doenças autoimunes, com foco na síndrome antifosfolípide e lúpus. Ele é Professor Emérito de Medicina e Diretor Emérito do Barbara Volcker Center for Women and Rheumatic Disease no Hospital for Special Surgery. Ele se aposentou do HSS em 31 de janeiro de 2023.
O irmão gêmeo de Lockshin, Richard A. Lockshin, é um biólogo celular conhecido por seu trabalho sobre apoptose.
Lockshin atuou como editor-chefe da Arthritis &amp; Rheumatism por cinco anos.  Ele atuou no conselho editorial do Journal of Rheumatology e como revisor do New England Journal of Medicine, do Journal of Clinical Investigation e do Journal of Immunology, entre outros periódicos científicos.

## Livros
- The Prince at the Ruined Tower: Time, Uncertainty & Chronic Illness por Michael D. Lockshin, MD (Custom Databanks, Inc., brochura e e-book, março de 2017)
- Dançando na beira do rio: uma paciente e seu médico negociam a vida com doenças crônicas por Alida Brill e Michael D. Lockshin, MD (capa dura, Schaffner Press, janeiro de 2009)
- Manual do Hospital for Special Surgery Rheumatoid Arthritis por Stephen A. Paget, MD, Michael D. Lockshin MD e Suzanne Loeb (Livro de bolso, Wiley, outubro de 2001)
- Prognóstico reservado: um médico e seus pacientes falam sobre doenças crônicas e como lidar com elas por Michael D. Lockshin, MD (capa dura, Farrar Straus & Giroux, junho de 1998)